# Bulbophyllum habrotinum
Bulbophyllum habrotinum là một loài phong lan thuộc chi Bulbophyllum.